# Myszy knockout

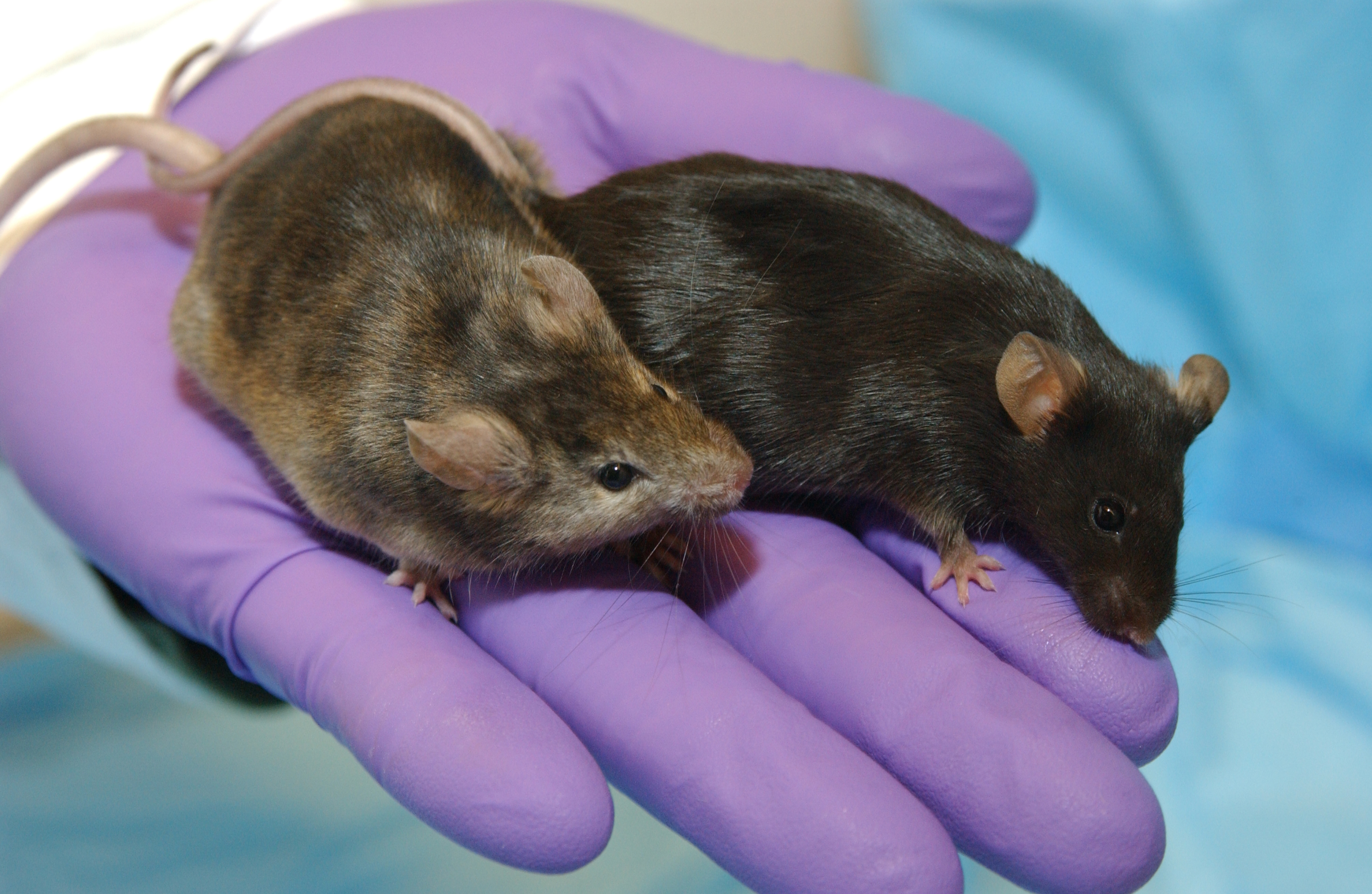
Mysz knockout i mysz typu dzikiego

Myszy knockout, inna pisownia myszy knock-out lub myszy KO  – myszy u których dokonano
genetycznej modyfikacji, polegającej unieczynnieniu określonego genu, zastępując go egzogennym fragmentem DNA. Są one niezmiernie ważnym modelem zwierzęcym wykorzystywanym do badania roli genów, które zostały zsekwencjonowane, ale których funkcje nie
zostały określone. Unieczynnienie określonego genu u myszy pozwala, porównując z myszami
niemodyfikowanymi genetycznie, na  wnioskowanie o jego prawdopodobnej funkcji i znaczeniu w
fizjologii organizmu i w chorobach genetycznych.
Myszy są obecnie gatunkiem modelowym zwierząt laboratoryjnych, u którego technika knockout może być łatwo zastosowana. Są one szeroko wykorzystywane w eksperymentach, zwłaszcza tych badających zagadnienia
genetyczne, które odnoszą się do fizjologii człowieka. Nokaut genów u szczurów jest znacznie
trudniejszy i możliwy dopiero od roku 2003.
Pierwszy udany knockout u myszy opracowali Mario Capecchi, Martin Evans i Oliver Smithies w 1989 roku, za co w 2007 roku otrzymali Nagrodę Nobla w dziedzinie fizjologii lub medycyny. Szczegóły technologii produkcji myszy knockout i same myszy zostały opatentowane w wielu
krajach przez prywatne firmy.